# Papas Hasselback

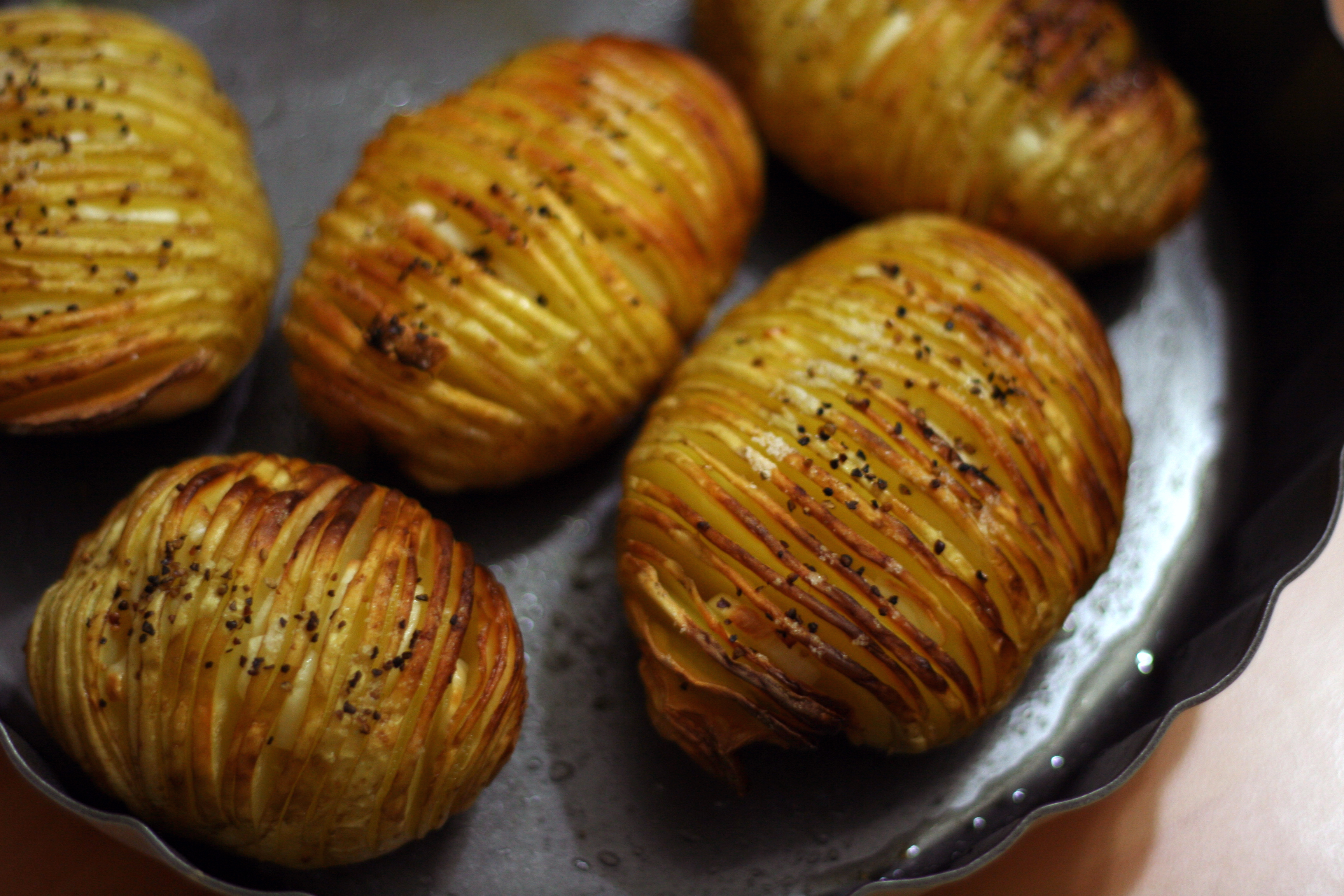
Papas Hasselback con queso y especies

Las papas Hasselback (en sueco: hasselbackspotatis patatas Hasselback, o patatas al estilo Hasselbacken) son una receta de papas cocidas, donde las papas se cortan en rodajas finas aproximadamente hasta la mitad (puedes utilizar una cuchara de madera), mango para evitar cortar completamente), mantequilla, pan rallado y almendras se añaden encima de las patatas durante la cocción.
Se pueden servir como plato principal, guarnición o canapé. Se pueden agregar varios aderezos, como semillas de alcaravea, pimentón y pan rallado.

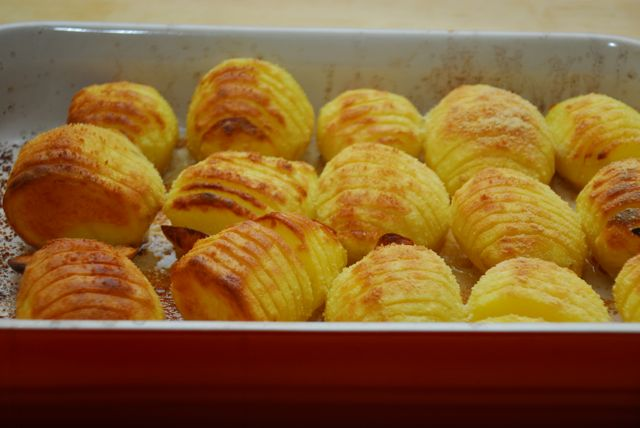
Hasselback doradas

## Orígenes
La receta de las papas Hasselback pueden haber sido creadas en 1953 por Leif Elisson, un chef en prácticas en el restaurante Hasselbacken en Djurgården, Estocolmo. 
Sin embargo, existe una receta de "Papas Fritas al Horno (Papas Hasselback)" en la película "Prinsessornas kokbok" de 1929. (El libro de cocina de las princesas) de Jenny Åkerström, lo que genera dudas sobre si la receta realmente se origina en el restaurante.